# Donna Haraway

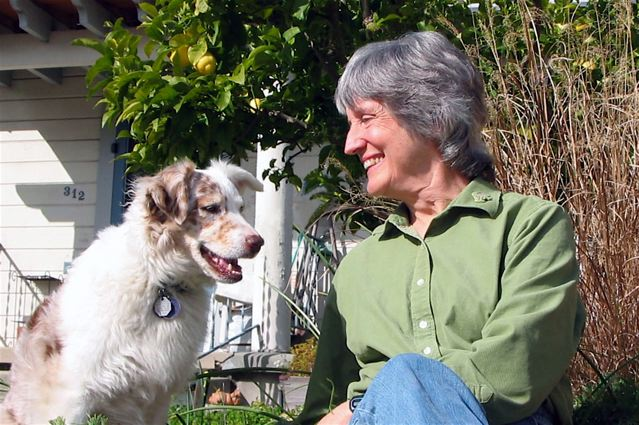
Donna Haraway

Donna J. Haraway (Denver, 6 september 1944) is een Amerikaans feministisch wetenschapsfilosoof.

## Levensbeschrijving
Donna Haraway zat op katholieke scholen voor ze aan het Colorado College zoölogie (dierkunde) en filosofie studeerde, in welke disciplines ze in 1966 afstudeerde. Ze woonde een jaar in Parijs waar ze filosofie van de evolutie studeerde en in 1972 haalde ze aan Yale-universiteit het PhD biologie voor haar dissertatie over de functie van metaforen bij het vormgeven van onderzoek in de ontwikkelingsbiologie in de 20e eeuw.
Haraway heeft op verscheidene plaatsen les gegeven in vrouwenstudies en algemene wetenschappen; onder andere aan de Universiteit van Hawaï en de Johns Hopkins University. Sinds 1980 werkt ze als docent aan de Universiteit van Californië - Santa Cruz waar ze hoogleraar Feministische theorievorming en wetenschap is aan de afdeling Geschiedenis van het bewustzijn.
In 2000 kreeg ze voor haar gehele oeuvre de J.D. Bernal Award, de hoogste onderscheiding van de Society for Social Studies of Science.  In 2025 werd haar de Eramusprijs toegekend.

## Filosofie
Donna Haraway heeft zich in haar studie op verschillende vakgebieden gericht en dat is in haar werk terug te vinden. De begrippen die haar karakteriseren zijn bioloog, filosoof en feminist. Haar multidisciplinaire essay dat het bekendst is geworden, is A Cyborg Manifesto: Science, Technology, and Socialist-Feminism in the Late Twentieth Century, uit 1985. Hier houdt ze een pleidooi voor afschaffing van de starre grenzen tussen mensen en dieren, organismen en machines, mannen en vrouwen. Ze wil wel spreken over de verschillen tussen de dingen, maar ze wil zich niet begeven op het vlak van de verplichte categorieën. Dit doet ze door een ironisch toekomstbeeld te schetsen van mensen die zich ontwikkelen als cyborgs.
Zoals ze de betrekkelijkheid van de grenzen tussen organisme en machine laat zien, zo geeft ze tegelijkertijd een beschrijving en een visionair toekomstbeeld van cyborgs.

## Teksten
- Crystals, Fabrics and Fields: Metaphors of Organicism in Twentieth-Century Developmental Biology (Yale-universiteit Press, 1976)
- A Cyborg Manifesto (1985) (Nederlands: Een cyborg manifest)
- Primate Visions: Gender, Race, and Nature in the World of Modern Science (Routledge, 1989)
- Simians, Cyborgs, and Women: The Reinvention of Nature (Routledge,1991)
- Modest_Witness@Second_Millennium.FemaleMan©_Meets_Oncomouse™ (Routledge, 1997)

- Bibsys: 90304611
- Biblioteca Nacional de España: XX1173957
- Bibliothèque nationale de France: cb12193816s (data)
- Catàleg d'autoritats de noms i títols de Catalunya: 981058526772106706
- CiNii: DA04464783
- Gemeinsame Normdatei: 131370952
- International Standard Name Identifier: 0000 0001 1076 5304
- Library of Congress Control Number: n88254245
- Nationale Bibliotheek van Letland: 000115953
- Bibliotheek van het Japanse parlement: 00467916
- Nationale Bibliotheek van Tsjechië: xx0004564
- Nationale bibliotheek van Australië: 35169837
- Nationale Bibliotheek van Israël: 987007278696105171
- Nationale Bibliotheek van Polen: a0000002710272
- Nationale en Universitaire bibliotheek Zagreb: 000238716
- Nederlandse Thesaurus van Auteursnamen: 074932063
- LIBRIS: 224987
- SNAC: w6dv2x20
- Système universitaire de documentation: 030544289
- Trove: 850331
- Virtual International Authority File: 91665330
- WorldCat: E39PBJbWyqfPYxdYgqPcqP8Qv3